# Бребу-Ноу (комуна)
Бребу-Ноу (рум. Brebu Nou) — комуна у повіті Караш-Северін в Румунії. До складу комуни входять такі села (дані про населення за 2002 рік):
- Бребу-Ноу (17 осіб) — адміністративний центр комуни
- Герина (70 осіб)

Комуна розташована на відстані 324 км на захід від Бухареста, 20 км на схід від Решиці, 91 км на південний схід від Тімішоари.

## Населення
За даними перепису населення 2002 року у комуні проживали 87 осіб.
Національний склад населення комуни:
| Національність | Кількість осіб | Відсоток |
| -------------- | -------------- | -------- |
| румуни         | 44             | 50,6%    |
| німці          | 34             | 39,1%    |
| угорці         | 5              | 5,7%     |
| серби          | 2              | 2,3%     |
| хорвати        | 1              | 1,1%     |

Рідною мовою назвали:
| Мова       | Кількість осіб | Відсоток |
| ---------- | -------------- | -------- |
| румунська  | 44             | 50,6%    |
| німецька   | 35             | 40,2%    |
| угорська   | 5              | 5,7%     |
| сербська   | 2              | 2,3%     |
| хорватська | 1              | 1,1%     |

Склад населення комуни за віросповіданням:
| Релігія            | Кількість осіб | Відсоток |
| ------------------ | -------------- | -------- |
| православні        | 42             | 48,3%    |
| римо-католики      | 39             | 44,8%    |
| реформати          | 5              | 5,7%     |
| не вказали релігію | 1              | 1,1%     |